# Circoscrizione Puglia (Senato della Repubblica)
La circoscrizione Puglia è una circoscrizione elettorale italiana per l'elezione del Senato della Repubblica.

## Storia
La circoscrizione elettorale venne istituita, con altre 19, per le prime elezioni del Senato della Repubblica, tramite Legge del 6 febbraio 1948, n. 29 in ottemperanza alla Costituzione della Repubblica Italiana che prescrive, all'art. 57, che «il Senato della Repubblica è eletto a base regionale». Fu suddivisa in 15 collegi di lista, in base al D.P.R. del 6 febbraio 1948, n. 30.
In rispetto del suddetto articolo, la circoscrizione venne riconfermata in seguito in tutte le leggi elettorali inerenti al Senato della Repubblica.
La Legge 4 agosto 1993, n. 276 modificò il territorio suddividendolo in 16 collegi uninominali, in base al D.Lgs. del 20 dicembre 1993 n. 535. I suddetti collegi vennero aboliti dalla Legge del 21 dicembre 2005, n. 270.
L'attuale Legge 3 novembre 2017, n. 165, ha ricreato nel territorio della circoscrizione collegi uninominali e collegi plurinominali che devono essere determinati dal governo tramite decreto legislativo.

## Territorio
Il territorio della circoscrizione corrisponde, fin dalla sua istituzione, a quello della regione Puglia.

## Seggi
Per l'attribuzione dei seggi spettanti ad ogni regione, bisogna ottemperare anche in questo caso alla Costituzione della Repubblica Italiana la quale prescriveva, alla data di promulgazione del 1948, che «Nessuna Regione può avere un numero di senatori inferiore a sei. La Valle d’Aosta ha un solo senatore», modificata poi con la Legge costituzionale 9 febbraio 1963, n. 2 che recita «Nessuna Regione può avere un numero di senatori inferiori a sette; il Molise ne ha due, la Valle d’Aosta uno.»
Partendo da un minimo costituzionale di sei seggi per regione, divenuti poi sette, la ripartizione dei seggi spettanti alla circoscrizione viene effettuata in proporzione alla popolazione delle Regioni, quale risulta dall'ultimo censimento generale, sulla base dei quozienti interi e dei più alti resti.

## Dal 1948 al 1993
In base alla legge in vigore dal 1948, essenzialmente proporzionale, i partiti presentavano in ogni circoscrizione un candidato per ogni collegio. All'interno di ciascun collegio, veniva eletto senatore il candidato che avesse raggiunto il quorum del 65% delle preferenze. Qualora nessun candidato avesse conseguito l'elezione, i voti di tutti i candidati venivano raggruppati nelle liste di partito a livello regionale, dove i seggi venivano allocati utilizzando il metodo D'Hondt delle maggiori medie statistiche e quindi, all'interno di ciascuna lista, venivano dichiarati eletti senatori i candidati con le migliori percentuali di preferenza.

### Collegi elettorali
- Bari
- Barletta Trani
- Molfetta
- Bitonto
- Altamura
- Monopoli
- Brindisi
- Foggia San Severo
- Lucera
- Cerignola
- Taranto
- Martina Franca
- Lecce
- Gallipoli Galatina
- Tricase

### I legislatura
Tra gli eletti, raggiunse il quorum del 65% dei voti nei collegi Nicola Angelini (collegio 4 - Bitonto), indicato in grassetto nella tabella sottostante.
| Partito                            | Partito                            | Risultati 18 aprile 1948 | Risultati 18 aprile 1948 | Risultati 18 aprile 1948 | Seggi | Seggi |
| Partito                            | Partito                            | Voti                     | %                        | ±                        | Num   | ±     |
| ---------------------------------- | ---------------------------------- | ------------------------ | ------------------------ | ------------------------ | ----- | ----- |
|                                    | Democrazia Cristiana               | 604 653                  | 45,27                    | n.d.                     | 8     | n.d.  |
|                                    | Fronte Democratico Popolare        | 356 237                  | 26,67                    | n.d.                     | 5     | n.d.  |
|                                    | Blocco Nazionale                   | 164 884                  | 12,35                    | n.d.                     | 1     | n.d.  |
|                                    | Indipendente                       | 79 838                   | 5,98                     | n.d.                     | 1     | n.d.  |
|                                    | Partito Nazionale Monarchico       | 47 936                   | 3,59                     | n.d.                     | 0     | n.d.  |
|                                    | Unità Socialista                   | 44 159                   | 3,31                     | n.d.                     | 0     | n.d.  |
|                                    | Partito Repubblicano Italiano      | 25 935                   | 1,94                     | n.d.                     | 0     | n.d.  |
|                                    | Movimento Sociale Italiano         | 11 980                   | 0,90                     | n.d.                     | 0     | n.d.  |
|                                    |                                    |                          |                          |                          |       |       |
| Iscritti                           | Iscritti                           | 1 498 109                | 100,00                   |                          |       |       |
| ↳ Votanti (% su iscritti)          | ↳ Votanti (% su iscritti)          | 1 404 084                | 93,72                    | n.d.                     |       |       |
| ↳ Voti validi (% su votanti)       | ↳ Voti validi (% su votanti)       | 1 335 622                | 95,12                    |                          |       |       |
| ↳ Schede non valide (% su votanti) | ↳ Schede non valide (% su votanti) | 68 462                   | 4,88                     |                          |       |       |
| ↳ Astenuti (% su iscritti)         | ↳ Astenuti (% su iscritti)         | 94 025                   | 6,28                     |                          |       |       |

| Eletti | Eletti                   |
| ------ | ------------------------ |
|        | Nicola Angelini          |
|        | Ferdinando Casardi       |
|        | Michele De Pietro        |
|        | Giacinto Genco           |
|        | Onofrio Jannuzzi         |
|        | Arcangelo Magli          |
|        | Luigi Russo              |
|        | Giovan Bernardino Tafuri |
|        | Giuseppe Gramegna        |
|        | Michele Lanzetta         |
|        | Federico Rolfi           |
|        | Luigi Tamburrano         |
|        | Odoardo Voccoli          |
|        | Nicola Nacucchi          |
|        | Renato Angiolillo        |

### II legislatura
Nessun candidato nei collegi uninominali raggiunse il quorum del 65% dei voti per essere eletto automaticamente; i seggi vennero pertanto assegnati proporzionalmente ai voti ricevuti.
| Partito                            | Partito                                 | Risultati 7 giugno 1953 | Risultati 7 giugno 1953 | Risultati 7 giugno 1953 | Seggi | Seggi |
| Partito                            | Partito                                 | Voti                    | %                       | ±                       | Num   | ±     |
| ---------------------------------- | --------------------------------------- | ----------------------- | ----------------------- | ----------------------- | ----- | ----- |
|                                    | Democrazia Cristiana                    | 546 696                 | 37,74                   | 7,53                    | 7     | 1     |
|                                    | Partito Comunista Italiano              | 332 195                 | 22,93                   | n.d.                    | 4     | n.d.  |
|                                    | Partito Nazionale Monarchico            | 222 296                 | 15,34                   | 11,75                   | 2     | 2     |
|                                    | Partito Socialista Italiano             | 137 204                 | 9,47                    | n.d.                    | 1     | n.d.  |
|                                    | Movimento Sociale Italiano              | 122 220                 | 8,44                    | 7,54                    | 1     | 1     |
|                                    | Altri Gruppi                            | 39 284                  | 2,71                    | n.d.                    | 0     | n.d.  |
|                                    | Partito Liberale Italiano               | 32 537                  | 2,25                    | n.d.                    | 0     | n.d.  |
|                                    | Partito Socialista Democratico Italiano | 6 439                   | 0,44                    | n.d.                    | 0     | n.d.  |
|                                    | Partito Repubblicano Italiano           | 5 584                   | 0,39                    | n.d.                    | 0     | n.d.  |
|                                    | Alleanza Democratica Nazionale          | 4 270                   | 0,29                    | n.d.                    | 0     | n.d.  |
|                                    |                                         |                         |                         |                         |       |       |
| Iscritti                           | Iscritti                                | 1 599 512               | 100,00                  |                         |       |       |
| ↳ Votanti (% su iscritti)          | ↳ Votanti (% su iscritti)               | 1 515 898               | 94,77                   | 1,05                    |       |       |
| ↳ Voti validi (% su votanti)       | ↳ Voti validi (% su votanti)            | 1 448 725               | 95,57                   |                         |       |       |
| ↳ Schede non valide (% su votanti) | ↳ Schede non valide (% su votanti)      | 67 173                  | 4,43                    |                         |       |       |
| ↳ Astenuti (% su iscritti)         | ↳ Astenuti (% su iscritti)              | 83 614                  | 5,23                    |                         |       |       |

| Eletti | Eletti                |
| ------ | --------------------- |
|        | Nicola Angelini       |
|        | Alfonso De Giovine    |
|        | Michele De Pietro     |
|        | Francesco Ferrari     |
|        | Onofrio Jannuzzi      |
|        | Giovanni Messe        |
|        | Luigi Russo           |
|        | Giuseppe Gramegna     |
|        | Ruggero Grieco        |
|        | Raffaele Pastore      |
|        | Odoardo Voccoli       |
|        | Nicola Nacucchi       |
|        | Francesco Rogadeo     |
|        | Giuseppe Papalia      |
|        | Araldo di Crollalanza |

### III legislatura
Nessun candidato nei collegi uninominali raggiunse il quorum del 65% dei voti per essere eletto automaticamente; i seggi vennero pertanto assegnati proporzionalmente ai voti ricevuti.
| Partito                            | Partito                                 | Risultati 25 maggio 1958 | Risultati 25 maggio 1958 | Risultati 25 maggio 1958 | Seggi | Seggi   |
| Partito                            | Partito                                 | Voti                     | %                        | ±                        | Num   | ±       |
| ---------------------------------- | --------------------------------------- | ------------------------ | ------------------------ | ------------------------ | ----- | ------- |
|                                    | Democrazia Cristiana                    | 655 269                  | 41,60                    | 3,86                     | 8     | 1       |
|                                    | Partito Comunista Italiano              | 361 685                  | 22,96                    | 0,03                     | 4     | Stabile |
|                                    | Partito Socialista Italiano             | 186 725                  | 11,86                    | 2,39                     | 2     | 1       |
|                                    | Movimento Sociale Italiano              | 143 329                  | 9,10                     | 0,66                     | 1     | Stabile |
|                                    | Partito Nazionale Monarchico            | 122 769                  | 7,79                     | 7,55                     | 1     | 1       |
|                                    | Partito Monarchico Popolare             | 43 490                   | 2,76                     | n.d.                     | 0     | n.d.    |
|                                    | Partito Liberale Italiano               | 33 961                   | 2,16                     | 0,09                     | 0     | Stabile |
|                                    | Partito Socialista Democratico Italiano | 21 293                   | 1,35                     | 0,91                     | 0     | Stabile |
|                                    | PRI-Rad                                 | 6 473                    | 0,41                     | n.d.                     | 0     | n.d.    |
|                                    |                                         |                          |                          |                          |       |         |
| Iscritti                           | Iscritti                                | 1 743 581                | 100,00                   |                          |       |         |
| ↳ Votanti (% su iscritti)          | ↳ Votanti (% su iscritti)               | 1 646 146                | 94,41                    | 0,36                     |       |         |
| ↳ Voti validi (% su votanti)       | ↳ Voti validi (% su votanti)            | 1 574 994                | 95,68                    |                          |       |         |
| ↳ Schede non valide (% su votanti) | ↳ Schede non valide (% su votanti)      | 71 152                   | 4,32                     |                          |       |         |
| ↳ Astenuti (% su iscritti)         | ↳ Astenuti (% su iscritti)              | 97 435                   | 5,59                     |                          |       |         |

| Eletti | Eletti                   |
| ------ | ------------------------ |
|        | Nicola Angelini          |
|        | Martino Caroli           |
|        | Alfonso De Giovine       |
|        | Francesco Ferrari        |
|        | Giacinto Genco           |
|        | Onofrio Jannuzzi         |
|        | Gaspare Pignatelli       |
|        | Luigi Russo              |
|        | Domenico De Leonardis    |
|        | Giuseppe Gramegna        |
|        | Giuseppe Imperiale       |
|        | Pasqualino Pasqualicchio |
|        | Angelo Custode Masciale  |
|        | Giuseppe Papalia         |
|        | Araldo di Crollalanza    |
|        | Oronzo Massari           |

### IV legislatura
Nessun candidato nei collegi uninominali raggiunse il quorum del 65% dei voti per essere eletto automaticamente; i seggi vennero pertanto assegnati proporzionalmente ai voti ricevuti.
| Partito                            | Partito                                          | Risultati 28 aprile 1963 | Risultati 28 aprile 1963 | Risultati 28 aprile 1963 | Seggi | Seggi   |
| Partito                            | Partito                                          | Voti                     | %                        | ±                        | Num   | ±       |
| ---------------------------------- | ------------------------------------------------ | ------------------------ | ------------------------ | ------------------------ | ----- | ------- |
|                                    | Democrazia Cristiana                             | 637 832                  | 39,89                    | 1,71                     | 10    | 2       |
|                                    | Partito Comunista Italiano                       | 416 668                  | 26,06                    | 3,10                     | 6     | 2       |
|                                    | Partito Socialista Italiano                      | 184 649                  | 11,55                    | 0,31                     | 2     | Stabile |
|                                    | Movimento Sociale Italiano                       | 158 821                  | 9,93                     | 0,83                     | 2     | 1       |
|                                    | Partito Socialista Democratico Italiano          | 72 193                   | 4,52                     | 3,17                     | 1     | 1       |
|                                    | Partito Liberale Italiano                        | 55 783                   | 3,49                     | 1,33                     | 0     | Stabile |
|                                    | Partito Democratico Italiano di Unità Monarchica | 32 801                   | 2,05                     | n.d.                     | 0     | n.d.    |
|                                    | Concentrazione di Unità Rurale                   | 24 265                   | 1,52                     | n.d.                     | 0     | n.d.    |
|                                    | Partito Repubblicano Italiano                    | 15 921                   | 1,00                     | 0,56                     | 0     | Stabile |
|                                    |                                                  |                          |                          |                          |       |         |
| Iscritti                           | Iscritti                                         | 1 815 233                | 100,00                   |                          |       |         |
| ↳ Votanti (% su iscritti)          | ↳ Votanti (% su iscritti)                        | 1 676 842                | 92,38                    | 2,03                     |       |         |
| ↳ Voti validi (% su votanti)       | ↳ Voti validi (% su votanti)                     | 1 598 933                | 95,35                    |                          |       |         |
| ↳ Schede non valide (% su votanti) | ↳ Schede non valide (% su votanti)               | 77 909                   | 4,65                     |                          |       |         |
| ↳ Astenuti (% su iscritti)         | ↳ Astenuti (% su iscritti)                       | 138 391                  | 7,62                     |                          |       |         |

| Eletti | Eletti             |  | Eletti                    | Eletti |
| ------ | ------------------ |  | ------------------------- | ------ |
|        | Alessandro Agrimi  |  | Luigi Conte               |        |
|        | Nicola Angelini    |  | Carlo Francavilla         |        |
|        | Martino Caroli     |  | Giuseppe Gramegna         |        |
|        | Francesco Ferrari  |  | Federico Kuntze           |        |
|        | Giacinto Genco     |  | Francesco Stefanelli      |        |
|        | Grazia Giuntoli    |  | Giuseppe Antonio Giancane |        |
|        | Onofrio Jannuzzi   |  | Giuseppe Papalia          |        |
|        | Vitantonio Perrino |  | Araldo di Crollalanza     |        |
|        | Gaspare Pignatelli |  | Domenico Latanza          |        |
|        | Luigi Russo        |  | Francesco Paolo Mongelli  |        |
|        | Sebastiano Carucci |  |                           |        |

### V legislatura
Nessun candidato nei collegi uninominali raggiunse il quorum del 65% dei voti per essere eletto automaticamente; i seggi vennero pertanto assegnati proporzionalmente ai voti ricevuti.
| Partito                            | Partito                                          | Risultati 19 maggio 1968 | Risultati 19 maggio 1968 | Risultati 19 maggio 1968 | Seggi | Seggi   |
| Partito                            | Partito                                          | Voti                     | %                        | ±                        | Num   | ±       |
| ---------------------------------- | ------------------------------------------------ | ------------------------ | ------------------------ | ------------------------ | ----- | ------- |
|                                    | Democrazia Cristiana                             | 689 572                  | 41,31                    | 1,42                     | 9     | 1       |
|                                    | PCI-PSIUP                                        | 483 352                  | 28,95                    | 2,89                     | 6     | Stabile |
|                                    | PSI-PSDI Unificati                               | 232 795                  | 13,94                    | 2,13                     | 3     | [ 6 ]   |
|                                    | Movimento Sociale Italiano                       | 140 035                  | 8,39                     | 1,54                     | 2     | Stabile |
|                                    | Partito Liberale Italiano                        | 71 622                   | 4,29                     | 0,80                     | 1     | 1       |
|                                    | Partito Democratico Italiano di Unità Monarchica | 26 115                   | 1,56                     | 0,49                     | 0     | Stabile |
|                                    | Partito Repubblicano Italiano                    | 25 892                   | 1,55                     | 0,55                     | 0     | Stabile |
|                                    |                                                  |                          |                          |                          |       |         |
| Iscritti                           | Iscritti                                         | 1 912 735                | 100,00                   |                          |       |         |
| ↳ Votanti (% su iscritti)          | ↳ Votanti (% su iscritti)                        | 1 758 065                | 91,91                    | 0,47                     |       |         |
| ↳ Voti validi (% su votanti)       | ↳ Voti validi (% su votanti)                     | 1 669 383                | 94,96                    |                          |       |         |
| ↳ Schede non valide (% su votanti) | ↳ Schede non valide (% su votanti)               | 88 682                   | 5,04                     |                          |       |         |
| ↳ Astenuti (% su iscritti)         | ↳ Astenuti (% su iscritti)                       | 154 670                  | 8,09                     |                          |       |         |

| Eletti | Eletti                |  | Eletti                  | Eletti |
| ------ | --------------------- |  | ----------------------- | ------ |
|        | Martino Caroli        |  | Balda Di Vittorio       |        |
|        | Francesco Ferrari     |  | Michele Magno           |        |
|        | Mario Follieri        |  | Angelo Custode Masciale |        |
|        | Giacinto Genco        |  | Francesco Stefanelli    |        |
|        | Onofrio Jannuzzi      |  | Tommaso Avezzano Comes  |        |
|        | Giulio Cesare Orlando |  | Salvatore De Matteis    |        |
|        | Vitantonio Perrino    |  | Rino Formica            |        |
|        | Luigi Russo           |  | Araldo di Crollalanza   |        |
|        | Vito Rosa             |  | Domenico Latanza        |        |
|        | Sebastiano Carucci    |  | Mario Finizzi           |        |
|        | Nicola De Falco       |  |                         |        |

### VI legislatura
Nessun candidato nei collegi uninominali raggiunse il quorum del 65% dei voti per essere eletto automaticamente; i seggi vennero pertanto assegnati proporzionalmente ai voti ricevuti.
| Partito                            | Partito                                 | Risultati 7 maggio 1972 | Risultati 7 maggio 1972 | Risultati 7 maggio 1972 | Seggi | Seggi   |
| Partito                            | Partito                                 | Voti                    | %                       | ±                       | Num   | ±       |
| ---------------------------------- | --------------------------------------- | ----------------------- | ----------------------- | ----------------------- | ----- | ------- |
|                                    | Democrazia Cristiana                    | 686 508                 | 39,30                   | 2,11                    | 9     | Stabile |
|                                    | PCI-PSIUP                               | 461 667                 | 26,43                   | 2,02                    | 6     | 1       |
|                                    | Movimento Sociale Italiano              | 243 198                 | 13,92                   | 5,53                    | 3     | 1       |
|                                    | Partito Socialista Italiano             | 193 124                 | 11,06                   | n.d.                    | 2     | n.d.    |
|                                    | Partito Socialista Democratico Italiano | 75 171                  | 4,30                    | n.d.                    | 1     | n.d.    |
|                                    | Partito Liberale Italiano               | 53 443                  | 3,06                    | 1,23                    | 0     | 1       |
|                                    | Partito Repubblicano Italiano           | 33 738                  | 1,93                    | 0,38                    | 0     | Stabile |
|                                    |                                         |                         |                         |                         |       |         |
| Iscritti                           | Iscritti                                | 1 998 290               | 100,00                  |                         |       |         |
| ↳ Votanti (% su iscritti)          | ↳ Votanti (% su iscritti)               | 1 824 953               | 91,33                   | 0,58                    |       |         |
| ↳ Voti validi (% su votanti)       | ↳ Voti validi (% su votanti)            | 1 746 849               | 95,72                   |                         |       |         |
| ↳ Schede non valide (% su votanti) | ↳ Schede non valide (% su votanti)      | 78 104                  | 4,28                    |                         |       |         |
| ↳ Astenuti (% su iscritti)         | ↳ Astenuti (% su iscritti)              | 173 337                 | 8,67                    |                         |       |         |

| Eletti | Eletti                |  | Eletti                 | Eletti |
| ------ | --------------------- |  | ---------------------- | ------ |
|        | Alessandro Agrimi     |  | Nicola De Falco        |        |
|        | Luigi Barbaro         |  | Raffaele Gadaleta      |        |
|        | Wladimiro Curatolo    |  | Antonio Mari           |        |
|        | Giorgio De Giuseppe   |  | Pasquale Specchio      |        |
|        | Francesco Ferrari     |  | Araldo di Crollalanza  |        |
|        | Mario Follieri        |  | Domenico Latanza       |        |
|        | Giulio Cesare Orlando |  | Giuseppe Pepe          |        |
|        | Vito Rosa             |  | Tommaso Avezzano Comes |        |
|        | Luigi Russo           |  | Salvatore De Matteis   |        |
|        | Domenico Borraccino   |  | Silvio Cirielli        |        |
|        | Michele Calia         |  |                        |        |

### VII legislatura
Nessun candidato nei collegi uninominali raggiunse il quorum del 65% dei voti per essere eletto automaticamente; i seggi vennero pertanto assegnati proporzionalmente ai voti ricevuti.
| Partito                            | Partito                                 | Risultati 20 giugno 1976 | Risultati 20 giugno 1976 | Risultati 20 giugno 1976 | Seggi | Seggi   |
| Partito                            | Partito                                 | Voti                     | %                        | ±                        | Num   | ±       |
| ---------------------------------- | --------------------------------------- | ------------------------ | ------------------------ | ------------------------ | ----- | ------- |
|                                    | Democrazia Cristiana                    | 761 576                  | 41,10                    | 1,80                     | 9     | Stabile |
|                                    | Partito Comunista Italiano              | 582 217                  | 31,42                    | 4,99                     | 7     | 1       |
|                                    | Movimento Sociale Italiano              | 208 056                  | 11,23                    | 2,69                     | 2     | 1       |
|                                    | Partito Socialista Italiano             | 177 862                  | 9,60                     | 1,46                     | 2     | Stabile |
|                                    | Partito Socialista Democratico Italiano | 66 792                   | 3,60                     | 0,70                     | 0     | 1       |
|                                    | PLI-PRI                                 | 45 844                   | 2,47                     | n.d.                     | 0     | n.d.    |
|                                    | Partito Radicale                        | 10 680                   | 0,58                     | n.d.                     | 0     | n.d.    |
|                                    |                                         |                          |                          |                          |       |         |
| Iscritti                           | Iscritti                                | 2 104 209                | 100,00                   |                          |       |         |
| ↳ Votanti (% su iscritti)          | ↳ Votanti (% su iscritti)               | 1 931 494                | 91,79                    | 0,46%                    |       |         |
| ↳ Voti validi (% su votanti)       | ↳ Voti validi (% su votanti)            | 1 853 027                | 95,94                    |                          |       |         |
| ↳ Schede non valide (% su votanti) | ↳ Schede non valide (% su votanti)      | 78 467                   | 4,06                     |                          |       |         |
| ↳ Astenuti (% su iscritti)         | ↳ Astenuti (% su iscritti)              | 172 715                  | 8,21                     |                          |       |         |

| Eletti | Eletti                |
| ------ | --------------------- |
|        | Alessandro Agrimi     |
|        | Luigi Barbaro         |
|        | Attilio Busseti       |
|        | Marino Carboni        |
|        | Giorgio De Giuseppe   |
|        | Giuseppe Giovanniello |
|        | Pietro Mezzapesa      |
|        | Giulio Cesare Orlando |
|        | Vito Rosa             |
|        | Domenico Cazzato      |
|        | Domenico De Simone    |
|        | Raffaele Gadaleta     |
|        | Michele Miraglia      |
|        | Michele Pistillo      |
|        | Antonio Romeo         |
|        | Savino Giuseppe Vania |
|        | Giuseppe Abbadessa    |
|        | Araldo di Crollalanza |
|        | Salvatore De Matteis  |
|        | Gaetano Scamarcio     |

### VIII legislatura
Nessun candidato nei collegi uninominali raggiunse il quorum del 65% dei voti per essere eletto automaticamente; i seggi vennero pertanto assegnati proporzionalmente ai voti ricevuti.
| Partito                            | Partito                                      | Risultati 3 giugno 1979 | Risultati 3 giugno 1979 | Risultati 3 giugno 1979 | Seggi | Seggi   |
| Partito                            | Partito                                      | Voti                    | %                       | ±                       | Num   | ±       |
| ---------------------------------- | -------------------------------------------- | ----------------------- | ----------------------- | ----------------------- | ----- | ------- |
|                                    | Democrazia Cristiana                         | 776 234                 | 41,49                   | 0,39                    | 9     | Stabile |
|                                    | Partito Comunista Italiano                   | 518 333                 | 27,71                   | 3,71                    | 6     | 1       |
|                                    | Partito Socialista Italiano                  | 198 106                 | 10,59                   | 0,99                    | 2     | Stabile |
|                                    | Movimento Sociale Italiano                   | 186 761                 | 9,98                    | 1,25                    | 2     | Stabile |
|                                    | Partito Socialista Democratico Italiano      | 87 805                  | 4,69                    | 1,09                    | 1     | 1       |
|                                    | Partito Repubblicano Italiano                | 41 991                  | 2,24                    | n.d.                    | 0     | n.d.    |
|                                    | Partito Radicale-Nuova Sinistra Unita        | 26 990                  | 1,44                    | n.d.                    | 0     | n.d.    |
|                                    | Partito Liberale Italiano                    | 24 485                  | 1,31                    | n.d.                    | 0     | n.d.    |
|                                    | Democrazia Nazionale - Costituente di Destra | 10 144                  | 0,54                    | n.d.                    | 0     | n.d.    |
|                                    |                                              |                         |                         |                         |       |         |
| Iscritti                           | Iscritti                                     | 2 226 907               | 100,00                  |                         |       |         |
| ↳ Votanti (% su iscritti)          | ↳ Votanti (% su iscritti)                    | 1 975 617               | 88,72                   | 3,07%                   |       |         |
| ↳ Voti validi (% su votanti)       | ↳ Voti validi (% su votanti)                 | 1 870 849               | 94,70                   |                         |       |         |
| ↳ Schede non valide (% su votanti) | ↳ Schede non valide (% su votanti)           | 104 768                 | 5,30                    |                         |       |         |
| ↳ Astenuti (% su iscritti)         | ↳ Astenuti (% su iscritti)                   | 251 290                 | 11,28                   |                         |       |         |

| Eletti | Eletti                  |
| ------ | ----------------------- |
|        | Alessandro Agrimi       |
|        | Attilio Busseti         |
|        | Giorgio De Giuseppe     |
|        | Severino Fallucchi      |
|        | Nicola Ferrara          |
|        | Pietro Mezzapesa        |
|        | Giulio Cesare Orlando   |
|        | Vito Rosa               |
|        | Claudio Vitalone        |
|        | Domenico Cazzato        |
|        | Donato Michele Fragassi |
|        | Renato Guttuso          |
|        | Michele Miraglia        |
|        | Pasquale Panico         |
|        | Antonio Romeo           |
|        | Amleto Monsellato       |
|        | Gaetano Scamarcio       |
|        | Araldo di Crollalanza   |
|        | Tommaso Mitrotti        |
|        | Cesarino Dante Cioce    |

### IX Legislatura
| Partito                            | Partito                                       | Risultati 26 giugno 1983 | Risultati 26 giugno 1983 | Risultati 26 giugno 1983 | Seggi | Seggi   |
| Partito                            | Partito                                       | Voti                     | %                        | ±                        | Num   | ±       |
| ---------------------------------- | --------------------------------------------- | ------------------------ | ------------------------ | ------------------------ | ----- | ------- |
|                                    | Democrazia Cristiana                          | 642 118                  | 32,91                    | 8,07                     | 8     | 1       |
|                                    | Partito Comunista Italiano                    | 512 861                  | 26,28                    | 1,02                     | 6     | Stabile |
|                                    | Partito Socialista Italiano                   | 297 668                  | 15,25                    | 8,07                     | 3     | 1       |
|                                    | Movimento Sociale Italiano - Destra Nazionale | 236 825                  | 12,14                    | 2,35                     | 3     | 1       |
|                                    | Partito Socialista Democratico Italiano       | 107 805                  | 5,52                     | 0,92                     | 1     | Stabile |
|                                    | Partito Repubblicano Italiano                 | 62 766                   | 3,22                     | 81,03                    | 0     | Stabile |
|                                    | Partito Nazionale Pensionati                  | 38 098                   | 1,95                     | n.d.                     | 0     | n.d.    |
|                                    | Partito Liberale Italiano                     | 32 811                   | 1,68                     | 0,40                     | 0     | Stabile |
|                                    | Partito Radicale                              | 20 348                   | 1,04                     | n.d.                     | 0     | n.d.    |
|                                    |                                               |                          |                          |                          |       |         |
| Iscritti                           | Iscritti                                      | 2 358 447                | 100,00                   |                          |       |         |
| ↳ Votanti (% su iscritti)          | ↳ Votanti (% su iscritti)                     | 2 075 658                | 88,01                    | 0,71                     |       |         |
| ↳ Voti validi (% su votanti)       | ↳ Voti validi (% su votanti)                  | 1 951 300                | 94,01                    |                          |       |         |
| ↳ Schede non valide (% su votanti) | ↳ Schede non valide (% su votanti)            | 124 358                  | 5,99                     |                          |       |         |
| ↳ Astenuti (% su iscritti)         | ↳ Astenuti (% su iscritti)                    | 282 789                  | 11,99                    |                          |       |         |

| Eletti | Eletti                |  | Eletti                  | Eletti |
| ------ | --------------------- |  | ----------------------- | ------ |
|        | Pietro Mezzapesa      |  | Pietro Carmeno          |        |
|        | Stefano Cavaliere     |  | Giuseppe Cannata        |        |
|        | Severino Fallucchi    |  | Vito Consoli            |        |
|        | Nicola Ferrara        |  | Beniamino Finocchiaro   |        |
|        | Giulio Cesare Orlando |  | Gaetano Scamarcio       |        |
|        | Antonio Pagani        |  | Amleto Monsellato       |        |
|        | Giorgio De Giuseppe   |  | Araldo di Crollalanza   |        |
|        | Claudio Vitalone      |  | Gioacchino Giangregorio |        |
|        | Riccardo Di Corato    |  | Tommaso Mitrotti        |        |
|        | Onofrio Petrara       |  | Cesarino Dante Cioce    |        |
|        | Giuseppe Iannone      |  |                         |        |

### X Legislatura
| Partito                            | Partito                                       | Risultati 14 giugno 1987 | Risultati 14 giugno 1987 | Risultati 14 giugno 1987 | Seggi | Seggi   |
| Partito                            | Partito                                       | Voti                     | %                        | ±                        | Num   | ±       |
| ---------------------------------- | --------------------------------------------- | ------------------------ | ------------------------ | ------------------------ | ----- | ------- |
|                                    | Democrazia Cristiana                          | 721 307                  | 35,86                    | 2,16                     | 8     | Stabile |
|                                    | Partito Comunista Italiano                    | 508 822                  | 25,30                    | 1,59                     | 6     | Stabile |
|                                    | Partito Socialista Italiano                   | 298 371                  | 14,83                    | 0,79                     | 3     | Stabile |
|                                    | Movimento Sociale Italiano - Destra Nazionale | 207 193                  | 10,30                    | 2,11                     | 2     | 1       |
|                                    | Partito Socialista Democratico Italiano       | 92 887                   | 4,62                     | 1,03                     | 1     | Stabile |
|                                    | Partito Repubblicano Italiano                 | 80 441                   | 4,00                     | 1,14                     | 1     | 1       |
|                                    | Partito Radicale                              | 33 878                   | 1,68                     | 0,70                     | 0     | Stabile |
|                                    | Lista Verde                                   | 30 164                   | 1,50                     | 0,61                     | 0     | n.d.    |
|                                    | Partito Liberale Italiano                     | 13 840                   | 0,69                     | n.d.                     | 0     | Stabile |
|                                    | Democrazia Proletaria                         | 13 840                   | 0,69                     | 0,23                     | 0     | n.d.    |
|                                    | Liga Veneta-Pensionati Uniti                  | 8 586                    | 0,43                     | n.d.                     | 0     | n.d.    |
|                                    | Alleanza Popolare Pensionati                  | 1 972                    | 0,10                     | n.d.                     | 0     | n.d.    |
|                                    |                                               |                          |                          |                          |       |         |
| Iscritti                           | Iscritti                                      | 2 499 885                | 100,00                   |                          |       |         |
| ↳ Votanti (% su iscritti)          | ↳ Votanti (% su iscritti)                     | 2 164 451                | 86,58                    | 1,43                     |       |         |
| ↳ Voti validi (% su votanti)       | ↳ Voti validi (% su votanti)                  | 2 011 301                | 92,92                    |                          |       |         |
| ↳ Schede non valide (% su votanti) | ↳ Schede non valide (% su votanti)            | 153 150                  | 7,08                     |                          |       |         |
| ↳ Astenuti (% su iscritti)         | ↳ Astenuti (% su iscritti)                    | 335 434                  | 13,42                    |                          |       |         |

| Eletti | Eletti                |  | Eletti                | Eletti |
| ------ | --------------------- |  | --------------------- | ------ |
|        | Attilio Busseti       |  | Giuseppe Iannone      |        |
|        | Maria Fida Moro       |  | Giuseppe Cannata      |        |
|        | Adriano Bompiani      |  | Vito Consoli          |        |
|        | Pietro Mezzapesa      |  | Nicola Putignano      |        |
|        | Giulio Cesare Orlando |  | Maria Rosaria Manieri |        |
|        | Emilio Pulli          |  | Gennaro Acquaviva     |        |
|        | Giorgio De Giuseppe   |  | Roberto Visibelli     |        |
|        | Giuseppe Giacovazzo   |  | Giuseppe Specchia     |        |
|        | Pasquale Lops         |  | Costantino Dell'Osso  |        |
|        | Onofrio Petrara       |  | Giuseppe Dipaola      |        |
|        | Giorgio Nebbia        |  |                       |        |

### XI Legislatura
| Partito                            | Partito                                       | Risultati 5 aprile 1992 | Risultati 5 aprile 1992 | Risultati 5 aprile 1992 | Seggi | Seggi   |
| Partito                            | Partito                                       | Voti                    | %                       | ±                       | Num   | ±       |
| ---------------------------------- | --------------------------------------------- | ----------------------- | ----------------------- | ----------------------- | ----- | ------- |
|                                    | Democrazia Cristiana                          | 597 432                 | 28,86                   | 6,72                    | 7     | 1       |
|                                    | Partito Socialista Italiano                   | 356 370                 | 17,22                   | 2,50                    | 4     | 1       |
|                                    | Partito Democratico della Sinistra            | 330 686                 | 15,98                   | n.d.                    | 4     | n.d.    |
|                                    | Movimento Sociale Italiano - Destra Nazionale | 244 523                 | 11,81                   | 1,59                    | 3     | 1       |
|                                    | Rifondazione Comunista                        | 128 911                 | 6,23                    | n.d.                    | 1     | n.d.    |
|                                    | Partito Socialista Democratico Italiano       | 112 688                 | 5,44                    | 0,86                    | 1     | Stabile |
|                                    | Partito Repubblicano Italiano                 | 110 814                 | 5,35                    | 1,38                    | 1     | Stabile |
|                                    | Federazione dei Verdi                         | 59 108                  | 2,86                    | n.d.                    | 0     | n.d.    |
|                                    | Partito Liberale Italiano                     | 55 597                  | 2,69                    | 1,21                    | 0     | Stabile |
|                                    | Lega d'Azione Meridionale                     | 36 228                  | 1,75                    | n.d.                    | 0     | n.d.    |
|                                    | Lista Referendum                              | 27 525                  | 1,33                    | n.d.                    | 0     | n.d.    |
|                                    | Lega Lombarda                                 | 6 547                   | 0,32                    | n.d.                    | 0     | n.d.    |
|                                    | Federalismo - Pensionati Uomini Vivi          | 3 459                   | 0,17                    | n.d.                    | 0     | n.d.    |
|                                    |                                               |                         |                         |                         |       |         |
| Iscritti                           | Iscritti                                      | 2 687 159               | 100,00                  |                         |       |         |
| ↳ Votanti (% su iscritti)          | ↳ Votanti (% su iscritti)                     | 2 270 409               | 84,49                   | 2,09                    |       |         |
| ↳ Voti validi (% su votanti)       | ↳ Voti validi (% su votanti)                  | 2 069 888               | 91,17                   |                         |       |         |
| ↳ Schede non valide (% su votanti) | ↳ Schede non valide (% su votanti)            | 200 521                 | 8,83                    |                         |       |         |
| ↳ Astenuti (% su iscritti)         | ↳ Astenuti (% su iscritti)                    | 416 750                 | 15,51                   |                         |       |         |

| Eletti | Eletti                   |  | Eletti                     | Eletti |
| ------ | ------------------------ |  | -------------------------- | ------ |
|        | Vincenzo De Cosmo        |  | Ippazio Stefano            |        |
|        | Giuseppe Giacovazzo      |  | Rocco Vito Loreto          |        |
|        | Giorgio De Giuseppe      |  | Cosimo Masiello            |        |
|        | Giuseppe Giovanniello    |  | Giovanni Pellegrino        |        |
|        | Vincenzo Francesco Russo |  | Giuseppe Specchia          |        |
|        | Angelo Bernassola        |  | Roberto Visibelli          |        |
|        | Emilio Pulli             |  | Giuseppe Mininni-Iannuzzi  |        |
|        | Nicola Putignano         |  | Francesco Raffaele Piccolo |        |
|        | Costantino Dell'Osso     |  | Giuseppe Di Paola          |        |
|        | Gennaro Acquaviva        |  | Antonio Coppi              |        |
|        | Maria Rosaria Manieri    |  |                            |        |

## Dal 1993 al 2005
Con la riforma elettorale maggioritaria del 1993, in prima istanza veniva eletto senatore il candidato che avesse riportato la maggioranza relativa dei suffragi in ciascun collegio. Nessun candidato poteva presentarsi in più di un collegio. I rimanenti seggi regionali erano invece assegnati assommando i voti di tutti i candidati uninominali perdenti che si fossero collegati in un gruppo regionale, utilizzando il metodo D'Hondt delle migliori medie: gli scranni così ottenuti da ciascun gruppo venivano assegnati, all'interno di essa, ai candidati perdenti che avessero ottenuto le migliori percentuali elettorali.

### Collegi elettorali
1. Bari Centro
2. Bari - Bitonto
3. Molfetta
4. Andria
5. Altamura
6. Monopoli
7. Lecce
8. Nardò
9. Casarano
10. Taranto
11. Martina Franca
12. Francavilla Fontana
13. Brindisi
14. San Severo
15. Manfredonia
16. Foggia

### XII legislatura

#### Risultati elettorali
|                               | Alleanza dei Progressisti       | 675 871   | 33,68 | 9  |  |  |  |  |  |
|                               | Polo del Buon Governo           | 669 760   | 33,37 | 11 |  |  |  |  |  |
|                               | Patto per l'Italia              | 403 207   | 20,09 | 2  |  |  |  |  |  |
|                               | Lista Pannella - Riformatori    | 77 235    | 3,85  | –  |  |  |  |  |  |
|                               | Lega d'Azione Meridionale       | 54 395    | 2,71  | –  |  |  |  |  |  |
|                               | Socialdemocrazia per le Libertà | 50 061    | 2,49  | –  |  |  |  |  |  |
|                               | Programma Italia                | 31 578    | 1,57  | –  |  |  |  |  |  |
|                               | Rinascita Salentina             | 17 399    | 0,87  | –  |  |  |  |  |  |
|                               | Alleanza Popolare               | 10 718    | 0,53  | –  |  |  |  |  |  |
|                               | Rinnovamento                    | 10 072    | 0,50  | –  |  |  |  |  |  |
|                               | Democrazia e Solidarietà        | 4 156     | 0,21  | –  |  |  |  |  |  |
|                               | Rinascita Civile                | 2 394     | 0,12  | –  |  |  |  |  |  |
| Totale                        | Totale                          | 2 006 846 | 100   | 12 |  |  |  |  |  |
|                               |                                 |           |       |    |  |  |  |  |  |
| Voti non validi               | Voti non validi                 | 249 989   | 11,08 |    |  |  |  |  |  |
| Votanti                       | Votanti                         | 2 256 835 | 81,44 |    |  |  |  |  |  |
| Elettori                      | Elettori                        | 2 771 204 |       |    |  |  |  |  |  |
|                               |                                 |           |       |    |  |  |  |  |  |
| Data: 27-28 marzo 1994        |                                 |           |       |    |  |  |  |  |  |
| Fonte: Ministero dell'interno |                                 |           |       |    |  |  |  |  |  |

#### Eletti
Eletti nel Polo del Buon Governo (FI - LN - CCD - UdC - PLD)
     Eletti nei Progressisti (PDS - PRC - FdV - PSI - Rete - AD)
     Eletti nel Patto per l'Italia (PPI - PS)
| Collegio                 | Eletto | Eletto                    | Partito | Quota |
| ------------------------ | ------ | ------------------------- | ------- | ----- |
| 1 - Bari Centro          |        | Ettore Bucciero           |         | Magg. |
| 1 - Bari Centro          |        | Pietro Laforgia           |         | Prop. |
| 2 - Bari - Bitonto       |        | Giuseppe Mininni Iannuzzi |         | Magg. |
| 3 - Molfetta             |        | Antonio Lorusso           |         | Magg. |
| 4 - Andria               |        | Pasquale Squitieri        |         | Magg. |
| 5 - Altamura             |        | Ferdinando Pappalardo     |         | Magg. |
| 6 - Monopoli             |        | Francesco Casillo         |         | Magg. |
| 7 - Lecce                |        | Giovanni Pellegrino       |         | Magg. |
| 7 - Lecce                |        | Antonio Lisi              |         | Prop. |
| 8 - Nardò                |        | Maria Rosaria Manieri     |         | Magg. |
| 8 - Nardò                |        | Nicola Salvatore Borgia   |         | Prop. |
| 9 - Casarano             |        | Luigi Pepe                |         | Magg. |
| 9 - Casarano             |        | Rosario Giorgio Costa     |         | Prop. |
| 10 - Taranto             |        | Ippazio Stefano           |         | Magg. |
| 11 - Martina Franca      |        | Rocco Vito Loreto         |         | Magg. |
| 12 - Francavilla Fontana |        | Euprepio Curto            |         | Magg. |
| 12 - Francavilla Fontana |        | Pietro Alò                |         | Prop. |
| 13 - Brindisi            |        | Giuseppe Specchia         |         | Magg. |
| 14 - San Severo          |        | Angelo Rossi              |         | Magg. |
| 14 - San Severo          |        | Ferdinando Marinelli      |         | Prop. |
| 15 - Manfredonia         |        | Francesco Carella         |         | Magg. |
| 16 - Foggia              |        | Giovanni Mongiello        |         | Magg. |

### XIII legislatura

#### Risultati elettorali
|                               | Polo per le Libertà         | 865 673   | 43,85 | 12 |  |  |  |  |  |
|                               | L'Ulivo                     | 739 080   | 37,44 | 10 |  |  |  |  |  |
|                               | Progressisti                | 110 868   | 5,62  | –  |  |  |  |  |  |
|                               | Fiamma Tricolore            | 82 268    | 4,17  | –  |  |  |  |  |  |
|                               | Lega d'Azione Meridionale   | 63 831    | 3,23  | –  |  |  |  |  |  |
|                               | Lista Pannella-Sgarbi       | 37 864    | 1,92  | –  |  |  |  |  |  |
|                               | Ambientalisti               | 26 756    | 1,36  | –  |  |  |  |  |  |
|                               | Gruppo Indipendente Libertà | 23 301    | 1,18  | –  |  |  |  |  |  |
|                               | Mani Pulite                 | 19 856    | 1,01  | –  |  |  |  |  |  |
|                               | Rinnovamento                | 4 745     | 0,24  | –  |  |  |  |  |  |
| Totale                        | Totale                      | 1 974 242 | 100   | 22 |  |  |  |  |  |
|                               |                             |           |       |    |  |  |  |  |  |
| Voti non validi               | Voti non validi             | 228 629   | 10,38 |    |  |  |  |  |  |
| Votanti                       | Votanti                     | 2 202 871 | 77,27 |    |  |  |  |  |  |
| Elettori                      | Elettori                    | 2 850 740 |       |    |  |  |  |  |  |
|                               |                             |           |       |    |  |  |  |  |  |
| Data: 21 aprile 1996          |                             |           |       |    |  |  |  |  |  |
| Fonte: Ministero dell'interno |                             |           |       |    |  |  |  |  |  |

#### Eletti
Eletti nell'Ulivo (PDS - PPI - RI - FdV)
     Eletti nel Polo per le Libertà (FI - AN - CCD-CDU)
| Collegio                 | Eletto | Eletto                        | Partito | Quota |
| ------------------------ | ------ | ----------------------------- | ------- | ----- |
| 1 - Bari Centro          |        | Ettore Bucciero               |         | Magg. |
| 2 - Bari - Bitonto       |        | Ida Maria Dentamaro           |         | Magg. |
| 3 - Molfetta             |        | Giuseppe Ayala                |         | Magg. |
| 3 - Molfetta             |        | Antonio Azzollini             |         | Prop. |
| 4 - Andria               |        | Mario Greco                   |         | Magg. |
| 5 - Altamura             |        | Ferdinando Pappalardo         |         | Magg. |
| 6 - Monopoli             |        | Nicola Fusillo                |         | Magg. |
| 6 - Monopoli             |        | Ernesto Maggi                 |         | Prop. |
| 7 - Lecce                |        | Antonio Lisi                  |         | Magg. |
| 7 - Lecce                |        | Giovanni Pellegrino           |         | Prop. |
| 8 - Nardò                |        | Maria Rosaria Manieri         |         | Magg. |
| 8 - Nardò                |        | Vincenzo Ruggero Manca        |         | Prop. |
| 9 - Casarano             |        | Rosario Giorgio Costa         |         | Magg. |
| 9 - Casarano             |        | Bruno Erroi                   |         | Prop. |
| 10 - Taranto             |        | Giovanni Vittorio Battafarano |         | Magg. |
| 11 - Martina Franca      |        | Rocco Vito Loreto             |         | Magg. |
| 12 - Francavilla Fontana |        | Euprepio Curto                |         | Magg. |
| 13 - Brindisi            |        | Giuseppe Specchia             |         | Magg. |
| 14 - San Severo          |        | Vittorio Mundi                |         | Magg. |
| 15 - Manfredonia         |        | Francesco Carella             |         | Magg. |
| 16 - Foggia              |        | Francesco Saverio Biasco      |         | Magg. |
| 16 - Foggia              |        | Luigi Follieri                |         | Prop. |

### XIV legislatura

#### Risultati elettorali
|                               | Casa delle Libertà                          | 958 985   | 44,31 | 15 |  |  |  |  |  |
|                               | L'Ulivo                                     | 826 910   | 38,21 | 7  |  |  |  |  |  |
|                               | Partito della Rifondazione Comunista        | 96 254    | 4,45  | –  |  |  |  |  |  |
|                               | Italia dei Valori                           | 91 934    | 4,25  | –  |  |  |  |  |  |
|                               | Democrazia Europea – Socialisti Autonomisti | 79 002    | 3,65  | –  |  |  |  |  |  |
|                               | Fiamma Tricolore                            | 43 294    | 2,00  | –  |  |  |  |  |  |
|                               | Lista Emma Bonino                           | 25 926    | 1,20  | –  |  |  |  |  |  |
|                               | Filograna per il Salento                    | 21 857    | 1,01  | –  |  |  |  |  |  |
|                               | Lega d'Azione Meridionale                   | 19 914    | 0,92  | –  |  |  |  |  |  |
| Totale                        | Totale                                      | 2 164 076 | 100   | 22 |  |  |  |  |  |
|                               |                                             |           |       |    |  |  |  |  |  |
| Voti non validi               | Voti non validi                             | 200 697   | 8,49  |    |  |  |  |  |  |
| Votanti                       | Votanti                                     | 2 364 773 | 78,42 |    |  |  |  |  |  |
| Elettori                      | Elettori                                    | 3 015 419 |       |    |  |  |  |  |  |
|                               |                                             |           |       |    |  |  |  |  |  |
| Data: 13 maggio 2001          |                                             |           |       |    |  |  |  |  |  |
| Fonte: Ministero dell'interno |                                             |           |       |    |  |  |  |  |  |

#### Eletti
Eletti nella Casa delle Libertà (FI - AN - CCD-CDU - NPSI)
     Eletti nell'Ulivo (DS - DL - SDI - FdV - PdCI)
| Collegio                 | Eletto | Eletto                            | Partito    | Quota |
| ------------------------ | ------ | --------------------------------- | ---------- | ----- |
| 1 - Bari Centro          |        | Ettore Bucciero                   | AN         | Magg. |
| 2 - Bari - Bitonto       |        | Giuseppe Degennaro (fino al 2005) | FI         | Magg. |
| 2 - Bari - Bitonto       |        | Nicola Latorre (dal 2005)         | DS         | Magg. |
| 3 - Molfetta             |        | Antonio Azzollini                 | FI         | Magg. |
| 4 - Andria               |        | Filomeno Biagio Tatò              | AN         | Magg. |
| 5 - Altamura             |        | Giuseppe Nocco                    | FI         | Magg. |
| 5 - Altamura             |        | Ida Maria Dentamaro               | DL (UDEUR) | Prop. |
| 6 - Monopoli             |        | Mario Greco                       | FI         | Magg. |
| 7 - Lecce                |        | Salvatore Meleleo                 | CCD        | Magg. |
| 7 - Lecce                |        | Alberto Maritati                  | DS         | Prop. |
| 8 - Nardò                |        | Francesco Chirilli                | FI         | Magg. |
| 8 - Nardò                |        | Maria Rosaria Manieri             | SDI        | Prop. |
| 9 - Casarano             |        | Rosario Giorgio Costa             | FI         | Magg. |
| 10 - Taranto             |        | Giuseppe Semeraro                 | AN         | Magg. |
| 10 - Taranto             |        | Giovanni Vittorio Battafarano     | DS         | Prop. |
| 11 - Martina Franca      |        | Pasquale Nessa                    | FI         | Magg. |
| 12 - Francavilla Fontana |        | Euprepio Curto                    | AN         | Magg. |
| 12 - Francavilla Fontana |        | Antonio Gaglione                  | DL         | Prop. |
| 13 - Brindisi            |        | Giuseppe Specchia                 | AN         | Magg. |
| 13 - Brindisi            |        | Rosa Stanisci                     | DS         | Prop. |
| 14 - San Severo          |        | Carmelo Morra                     | FI         | Magg. |
| 15 - Manfredonia         |        | Francesco Carella                 | FdV        | Magg. |
| 16 - Foggia              |        | Pietro Cherchi                    | CCD        | Magg. |

## Dal 2005 al 2017
Con l'entrata in vigore della legge Calderoli, per l'elezione del Senato viene adottato un sistema elettorale proporzionale con liste bloccate, soglia di sbarramento e premio di maggioranza su base regionale. Alla ripartizione dei seggi, che avviene secondo il metodo Hare dei quozienti interi e dei più alti resti, concorrono le liste che nell'ambito della circoscrizione regionale abbiano ottenuto almeno l'8% dei voti validi, oppure almeno il 3% se esse sono parte di una coalizione che abbia ottenuto almeno il 20%. In ogni caso, alla coalizione o lista singola più votata è attribuito almeno il 55% dei seggi: se tale soglia non è raggiunta, viene assegnato un premio di maggioranza, in forma di seggi supplementari, che riduce quelli attribuiti alle altre forze politiche.

### XV legislatura

#### Risultati elettorali
|                               | Forza Italia                                      | 604 367   | 27,15 | 7  |  |  |  |  |  |
|                               | Alleanza Nazionale                                | 292 165   | 13,12 | 3  |  |  |  |  |  |
|                               | Unione dei Democratici Cristiani                  | 179 499   | 8,06  | 2  |  |  |  |  |  |
|                               | Democrazia Cristiana per le Autonomie – Nuovo PSI | 18 190    | 0,82  | –  |  |  |  |  |  |
|                               | Fiamma Tricolore                                  | 14 848    | 0,67  | –  |  |  |  |  |  |
|                               | Lega Nord – MPA                                   | 13 306    | 0,60  | –  |  |  |  |  |  |
|                               | Alternativa Sociale                               | 12 851    | 0,58  | –  |  |  |  |  |  |
|                               | Partito Repubblicano Italiano                     | 7 470     | 0,34  | –  |  |  |  |  |  |
|                               | No Euro                                           | 4 710     | 0,21  | –  |  |  |  |  |  |
|                               | Partito Liberale Italiano                         | 4 558     | 0,20  | –  |  |  |  |  |  |
|                               | SOS Italia                                        | 1 876     | 0,08  | –  |  |  |  |  |  |
|                               | Riformatori Liberali                              | 1 270     | 0,06  | –  |  |  |  |  |  |
|                               | Totale coalizione                                 | 1 155 110 | 51,89 | 12 |  |  |  |  |  |
|                               | Democratici di Sinistra                           | 348 054   | 15,63 | 4  |  |  |  |  |  |
|                               | La Margherita                                     | 247 339   | 11,11 | 3  |  |  |  |  |  |
|                               | Partito della Rifondazione Comunista              | 149 211   | 6,70  | 1  |  |  |  |  |  |
|                               | Italia dei Valori                                 | 68 768    | 3,09  | 1  |  |  |  |  |  |
|                               | Rosa nel Pugno                                    | 65 262    | 2,93  | –  |  |  |  |  |  |
|                               | Insieme con l'Unione                              | 59 527    | 2,67  | –  |  |  |  |  |  |
|                               | Popolari UDEUR                                    | 44 070    | 1,98  | –  |  |  |  |  |  |
|                               | I Socialisti                                      | 43 647    | 1,96  | –  |  |  |  |  |  |
|                               | Partito Pensionati                                | 16 239    | 0,73  | –  |  |  |  |  |  |
|                               | Partito Socialista Democratico Italiano           | 11 696    | 0,53  | –  |  |  |  |  |  |
|                               | Movimento Repubblicani Europei                    | 7 159     | 0,32  | –  |  |  |  |  |  |
|                               | Democratici Cristiani Uniti                       | 4 579     | 0,21  | –  |  |  |  |  |  |
|                               | Totale coalizione                                 | 1 065 551 | 47,87 | 9  |  |  |  |  |  |
|                               | Movimento Idea Sociale                            | 3 024     | 0,14  | –  |  |  |  |  |  |
|                               | Dimensione Christiana                             | 2 441     | 0,11  | –  |  |  |  |  |  |
| Totale                        | Totale                                            | 2 226 126 | 100   | 21 |  |  |  |  |  |
|                               |                                                   |           |       |    |  |  |  |  |  |
| Voti non validi               | Voti non validi                                   | 89 923    | 3,88  |    |  |  |  |  |  |
| Votanti                       | Votanti                                           | 2 316 049 | 79,51 |    |  |  |  |  |  |
| Elettori                      | Elettori                                          | 2 913 054 |       |    |  |  |  |  |  |
|                               |                                                   |           |       |    |  |  |  |  |  |
| Fonte: Ministero dell'interno |                                                   |           |       |    |  |  |  |  |  |

#### Eletti
| Forza Italia | Alleanza Nazionale                                       | Unione dei Democratici Cristiani e di Centro |
| --- | -------------------------------------------------------- | -------------------------------------------- |
| |                                                          |                                              |
| - → Giuseppe Pisanu - Antonio Azzollini - Mauro Cutrufo - Rosario Giorgio Costa - Carmelo Morra - Pasquale Nessa - Vincenzo Barba - Antonio Lorusso | - Francesco Divella - Alfredo Mantovano - Euprepio Curto | - Marco Follini - Luca Marconi               |
| Democratici di Sinistra | La Margherita                                            | Partito della Rifondazione Comunista         |
| |                                                          |                                              |
| - Cesare Salvi - Nicola Latorre - Alberto Maritati - Colomba Mongiello                                                                              | - Luigi Bobba - Giovanni Procacci - Giannicola Sinisi    | - Maria Celeste Nardini                      |
| - Cesare Salvi - Nicola Latorre - Alberto Maritati - Colomba Mongiello                                                                              | - Luigi Bobba - Giovanni Procacci - Giannicola Sinisi    | Italia dei Valori                            |
| - Cesare Salvi - Nicola Latorre - Alberto Maritati - Colomba Mongiello                                                                              | - Luigi Bobba - Giovanni Procacci - Giannicola Sinisi    |                                              |
| - Cesare Salvi - Nicola Latorre - Alberto Maritati - Colomba Mongiello                                                                              | - Luigi Bobba - Giovanni Procacci - Giannicola Sinisi    | - Giuseppe Caforio                           |

1. ↑  Opta per la circoscrizione Campania

### XVI legislatura

#### Risultati elettorali
|                               | Il Popolo della Libertà              | 981 330   | 46,03 | 12 |  |  |  |  |  |
|                               | Movimento per l'Autonomia            | 35 736    | 1,68  | –  |  |  |  |  |  |
|                               | Totale coalizione                    | 1 017 066 | 47,71 | 12 |  |  |  |  |  |
|                               | Partito Democratico                  | 670 989   | 31,48 | 8  |  |  |  |  |  |
|                               | Italia dei Valori                    | 96 569    | 4,53  | 1  |  |  |  |  |  |
|                               | Totale coalizione                    | 767 558   | 36,01 | 9  |  |  |  |  |  |
|                               | Unione di Centro                     | 166 881   | 7,83  | –  |  |  |  |  |  |
|                               | La Sinistra l'Arcobaleno             | 62 618    | 2,94  | –  |  |  |  |  |  |
|                               | La Destra - Fiamma Tricolore         | 38 702    | 1,82  | –  |  |  |  |  |  |
|                               | Partito Socialista                   | 34 128    | 1,60  | –  |  |  |  |  |  |
|                               | Partito Comunista dei Lavoratori     | 10 102    | 0,47  | –  |  |  |  |  |  |
|                               | Sinistra Critica                     | 8 288     | 0,39  | –  |  |  |  |  |  |
|                               | Partito Liberale Italiano            | 7 052     | 0,33  | –  |  |  |  |  |  |
|                               | Per il Bene Comune                   | 6 149     | 0,29  | –  |  |  |  |  |  |
|                               | Forza Nuova                          | 6 106     | 0,29  | –  |  |  |  |  |  |
|                               | Unione Democratica per i Consumatori | 5 321     | 0,25  | –  |  |  |  |  |  |
|                               | Sud Libero                           | 1 795     | 0,08  | –  |  |  |  |  |  |
| Totale                        | Totale                               | 2 131 766 | 100   | 21 |  |  |  |  |  |
|                               |                                      |           |       |    |  |  |  |  |  |
| Voti non validi               | Voti non validi                      | 110 831   | 4,94  |    |  |  |  |  |  |
| Votanti                       | Votanti                              | 2 242 597 | 76,31 |    |  |  |  |  |  |
| Elettori                      | Elettori                             | 2 938 693 |       |    |  |  |  |  |  |
|                               |                                      |           |       |    |  |  |  |  |  |
| Fonte: Ministero dell'interno |                                      |           |       |    |  |  |  |  |  |

#### Eletti
| Il Popolo della Libertà | Partito Democratico |
| --- | --- |
| | |
| - Adriana Poli Bortone - Antonio Azzollini - Rosario Giorgio Costa - Carmelo Morra - Francesco Maria Amoruso - Pasquale Nessa - Salvatore Mazzaracchio - Michele Saccomanno - Luigi Grillo - Simonetta Licastro Scardino - Luigi D'Ambrosio Lettieri - Cosimo Gallo | - Paolo De Castro - Nicola Latorre - Giovanni Carofiglio - Colomba Mongiello - Giovanni Procacci - Donatella Poretti - Alberto Maritati - Salvatore Tomaselli |
| - Adriana Poli Bortone - Antonio Azzollini - Rosario Giorgio Costa - Carmelo Morra - Francesco Maria Amoruso - Pasquale Nessa - Salvatore Mazzaracchio - Michele Saccomanno - Luigi Grillo - Simonetta Licastro Scardino - Luigi D'Ambrosio Lettieri - Cosimo Gallo | Italia dei Valori |
| - Adriana Poli Bortone - Antonio Azzollini - Rosario Giorgio Costa - Carmelo Morra - Francesco Maria Amoruso - Pasquale Nessa - Salvatore Mazzaracchio - Michele Saccomanno - Luigi Grillo - Simonetta Licastro Scardino - Luigi D'Ambrosio Lettieri - Cosimo Gallo | |
| - Adriana Poli Bortone - Antonio Azzollini - Rosario Giorgio Costa - Carmelo Morra - Francesco Maria Amoruso - Pasquale Nessa - Salvatore Mazzaracchio - Michele Saccomanno - Luigi Grillo - Simonetta Licastro Scardino - Luigi D'Ambrosio Lettieri - Cosimo Gallo | - Felice Belisario |

### XVII legislatura

#### Risultati elettorali
|                               | Il Popolo della Libertà          | 598 585   | 30,20 | 11 |  |  |  |  |  |
|                               | Fratelli d'Italia                | 29 650    | 1,50  | –  |  |  |  |  |  |
|                               | Grande Sud                       | 21 469    | 1,08  | –  |  |  |  |  |  |
|                               | La Destra                        | 13 202    | 0,67  | –  |  |  |  |  |  |
|                               | Partito Pensionati               | 9 259     | 0,47  | –  |  |  |  |  |  |
|                               | Moderati in Rivoluzione          | 6 918     | 0,35  | –  |  |  |  |  |  |
|                               | Intesa Popolare                  | 2 423     | 0,12  | –  |  |  |  |  |  |
|                               | Lega Nord                        | 1 487     | 0,08  | –  |  |  |  |  |  |
|                               | Totale coalizione                | 682 993   | 34,46 | 11 |  |  |  |  |  |
|                               | Partito Democratico              | 399 917   | 20,18 | 3  |  |  |  |  |  |
|                               | Sinistra Ecologia Libertà        | 134 429   | 6,78  | 1  |  |  |  |  |  |
|                               | Centro Democratico               | 29 594    | 1,49  | –  |  |  |  |  |  |
|                               | Totale coalizione                | 563 940   | 28,45 | 4  |  |  |  |  |  |
|                               | Movimento 5 Stelle               | 476 858   | 24,06 | 4  |  |  |  |  |  |
|                               | Con Monti per l'Italia           | 179 292   | 9,05  | 1  |  |  |  |  |  |
|                               | Rivoluzione Civile               | 39 300    | 1,98  | –  |  |  |  |  |  |
|                               | Amnistia Giustizia Libertà       | 8 109     | 0,41  | –  |  |  |  |  |  |
|                               | Fare per Fermare il Declino      | 6 391     | 0,32  | –  |  |  |  |  |  |
|                               | Partito di Alternativa Comunista | 5 185     | 0,26  | –  |  |  |  |  |  |
|                               | Partito Comunista dei Lavoratori | 5 106     | 0,26  | –  |  |  |  |  |  |
|                               | Forza Nuova                      | 4 669     | 0,24  | –  |  |  |  |  |  |
|                               | Fiamma Tricolore                 | 4 513     | 0,23  | –  |  |  |  |  |  |
|                               | CasaPound                        | 3 157     | 0,16  | –  |  |  |  |  |  |
|                               | Tutti Insieme per l'Italia       | 1 333     | 0,07  | –  |  |  |  |  |  |
|                               | Movimento Naturalista Italiano   | 1 131     | 0,06  | –  |  |  |  |  |  |
| Totale                        | Totale                           | 1 981 977 | 100   | 20 |  |  |  |  |  |
|                               |                                  |           |       |    |  |  |  |  |  |
| Voti non validi               | Voti non validi                  | 91 429    | 4,41  |    |  |  |  |  |  |
| Votanti                       | Votanti                          | 2 073 406 | 69,85 |    |  |  |  |  |  |
| Elettori                      | Elettori                         | 2 968 488 |       |    |  |  |  |  |  |
|                               |                                  |           |       |    |  |  |  |  |  |
| Fonte: Ministero dell'interno |                                  |           |       |    |  |  |  |  |  |

#### Eletti
| Il Popolo della Libertà | Movimento 5 Stelle                                                          | Partito Democratico                                       |
| --- | --------------------------------------------------------------------------- | --------------------------------------------------------- |
| |                                                                             |                                                           |
| - → Silvio Berlusconi - Donato Bruno - Francesco Maria Amoruso - Luigi D'Ambrosio Lettieri - Antonio Azzollini - Lucio Tarquinio - Luigi Perrone - Pietro Iurlaro - Vittorio Zizza - Massimo Cassano - Pietro Liuzzi - Francesco Bruni | - Maurizio Buccarella - Alfonso Ciampolillo - Daniela Donno - Barbara Lezzi | - Anna Finocchiaro - Nicola Latorre - Salvatore Tomaselli |
| - → Silvio Berlusconi - Donato Bruno - Francesco Maria Amoruso - Luigi D'Ambrosio Lettieri - Antonio Azzollini - Lucio Tarquinio - Luigi Perrone - Pietro Iurlaro - Vittorio Zizza - Massimo Cassano - Pietro Liuzzi - Francesco Bruni | Con Monti per l'Italia                                                      | Sinistra Ecologia Libertà                                 |
| - → Silvio Berlusconi - Donato Bruno - Francesco Maria Amoruso - Luigi D'Ambrosio Lettieri - Antonio Azzollini - Lucio Tarquinio - Luigi Perrone - Pietro Iurlaro - Vittorio Zizza - Massimo Cassano - Pietro Liuzzi - Francesco Bruni |                                                                             |                                                           |
| - → Silvio Berlusconi - Donato Bruno - Francesco Maria Amoruso - Luigi D'Ambrosio Lettieri - Antonio Azzollini - Lucio Tarquinio - Luigi Perrone - Pietro Iurlaro - Vittorio Zizza - Massimo Cassano - Pietro Liuzzi - Francesco Bruni | - Angela D'Onghia                                                           | - Dario Stefano                                           |

1. ↑  Opta per la circoscrizione Molise

## Dal 2017

### Collegi elettorali

#### Dal 2017 al 2020
Alla circoscrizione sono attribuiti 20 seggi: 8 sono assegnati con sistema maggioritario, in altrettanti collegi uninominali; 12 mediante sistema proporzionale, all'interno di due collegi plurinominali.
| Collegi plurinominali | Collegi plurinominali | Collegi uninominali                                      |
| --------------------- | --------------------- | -------------------------------------------------------- |
|                       | Puglia - 01           | - 01 - Bari - 02 - Altamura - 03 - Andria - 08 - Foggia  |
|                       | Puglia - 02           | - 04 - Brindisi - 05 - Lecce - 06 - Nardò - 07 - Taranto |

#### Dal 2020
In seguito alla riforma costituzionale del 2020 in tema di riduzione del numero dei parlamentari, alla circoscrizione sono attribuiti 13 seggi: 5 sono assegnati mediante sistema maggioritario, in altrettanti collegi uninominali; 8 mediante sistema proporzionale, all'interno di un unico collegio plurinominale.
| Collegi plurinominali | Collegi plurinominali | Collegi uninominali                                                 |
| --------------------- | --------------------- | ------------------------------------------------------------------- |
|                       | Puglia - 01           | - 01 - Foggia - 02 - Andria - 03 - Bari - 04 - Taranto - 05 - Lecce |

### XVIII legislatura

#### Risultati
|                               | Movimento 5 Stelle                   | 873 237   | 44,11 | 6  | 873 237   | 44,11 | 8 |  |  |
|                               | Forza Italia                         | 385 450   | 19,47 | 3  | 650 914   | 32,88 | – |  |  |
|                               | Lega                                 | 130 548   | 6,59  | 1  | 650 914   | 32,88 | – |  |  |
|                               | Fratelli d'Italia                    | 75 251    | 3,80  | –  | 650 914   | 32,88 | – |  |  |
|                               | Noi con l'Italia – UDC               | 59 665    | 3,01  | –  | 650 914   | 32,88 | – |  |  |
|                               | Partito Democratico                  | 281 639   | 14,23 | 2  | 327 744   | 16,56 | – |  |  |
|                               | +Europa                              | 22 567    | 1,14  | –  | 327 744   | 16,56 | – |  |  |
|                               | Italia Europa Insieme                | 12 269    | 0,62  | –  | 327 744   | 16,56 | – |  |  |
|                               | Civica Popolare                      | 11 269    | 0,57  | –  | 327 744   | 16,56 | – |  |  |
|                               | Liberi e Uguali                      | 60 269    | 3,04  | –  | 60 269    | 3,04  | – |  |  |
|                               | Potere al Popolo!                    | 18 404    | 0,93  | –  | 18 404    | 0,93  | – |  |  |
|                               | CasaPound                            | 13 601    | 0,69  | –  | 13 601    | 0,69  | – |  |  |
|                               | Il Popolo della Famiglia             | 12 094    | 0,61  | –  | 12 094    | 0,61  | – |  |  |
|                               | Italia agli Italiani (FT - FN)       | 11 753    | 0,59  | –  | 11 753    | 0,59  | – |  |  |
|                               | Partito Comunista                    | 7 585     | 0,38  | –  | 7 585     | 0,38  | – |  |  |
|                               | Partito Repubblicano Italiano – ALA  | 2 269     | 0,11  | –  | 2 269     | 0,11  | – |  |  |
|                               | Lista del Popolo per la Costituzione | 1 741     | 0,09  | –  | 1 741     | 0,09  | – |  |  |
| Totale                        | Totale                               | 1 979 611 | 100   | 12 | 1 979 611 | 100   | 8 |  |  |
|                               |                                      |           |       |    |           |       |   |  |  |
| Schede bianche                | Schede bianche                       | 27 661    | 1,35  |    |           |       |   |  |  |
| Schede nulle                  | Schede nulle                         | 47 488    | 2,31  |    |           |       |   |  |  |
| Votanti                       | Votanti                              | 2 054 760 | 69,14 |    |           |       |   |  |  |
| Elettori                      | Elettori                             | 2 971 874 |       |    |           |       |   |  |  |
|                               |                                      |           |       |    |           |       |   |  |  |
| Fonte: Ministero dell'interno |                                      |           |       |    |           |       |   |  |  |

#### Eletti

##### Eletti maggioritario
Eletti nel Movimento 5 Stelle
| Collegio uninominale | Eletto | Eletto                     | Partito |
| -------------------- | ------ | -------------------------- | ------- |
| 1. Bari              |        | Gianmauro Dell'Olio        | M5S     |
| 2. Altamura          |        | Angela Anna Bruna Piarulli | M5S     |
| 3. Andria            |        | Ruggiero Quarto            | M5S     |
| 4. Brindisi          |        | Patty L'Abbate             | M5S     |
| 5. Lecce             |        | Iunio Valerio Romano       | M5S     |
| 6. Nardò             |        | Barbara Lezzi              | M5S     |
| 7. Taranto           |        | Mario Turco                | M5S     |
| 8. Foggia            |        | Marco Pellegrini           | M5S     |

1. ↑  In data 19.02.2021 aderisce al gruppo misto, non iscritti; in data 27.01.2022 al gruppo Uniti per la Costituzione-C.A.L. (Costituzione, Ambiente, Lavoro); in data 29.01.2022 torna nel gruppo misto, non iscritti; in data 27.04.2022 aderisce al gruppo Uniti per la Costituzione-CAL.

##### Eletti proporzionale
| Collegio plurinominale | M5S                                                         | Forza Italia                          | Partito Democratico       | Lega            |
| ---------------------- | ----------------------------------------------------------- | ------------------------------------- | ------------------------- | --------------- |
| Collegio plurinominale |                                                             |                                       |                           |                 |
| 1. Puglia - 01         | - Alfonso Ciampolillo - Gisella Naturale - Vincenzo Garruti | - Dario Damiani - Anna Carmela Minuto | - Assunta Carmela Messina | –               |
| 2. Puglia - 02         | - Maurizio Buccarella - Daniela Donno - Cataldo Mininno     | - Luigi Vitali - Michele Boccardi     | - Dario Stefano           | - Roberto Marti |

1. ↑  In data 05.02.2020 aderisce al gruppo misto, non iscritti.
2. ↑  Annullata l'elezione in data 02.12.2021, le subentra in pari data Michele Boccardi nel collegio plurinominale Puglia - 02.
3. ↑  Aderisce al gruppo misto, non iscritti; in data 18.01.2021 alla componente «MAIE-Italia 23»; in data 26.01.2021 al gruppo Europeisti-MAIE-Centro Democratico; in data 30.03.2021 torna nel gruppo misto, non iscritti; in data 29.04.2021 aderisce alla componente «Liberi e Uguali-Ecosolidali».
4. ↑  In data 22.06.2022 aderisce al gruppo misto, non iscritti.
5. ↑  In data 19.02.2021 aderisce al gruppo misto, non iscritti; in data 27.01.2022 al gruppo Uniti per la Costituzione-C.A.L. (Costituzione, Ambiente, Lavoro); in data 29.01.2022 torna nel gruppo misto, non iscritti; in data 04.05.2022 aderisce al gruppo Uniti per la Costituzione-CAL.
6. ↑  Proclamato in data 02.12.2021 in sostituzione di Anna Carmela Minuto, la cui elezione nel collegio plurinominale Puglia - 01 è stata annullata in pari data.

### XIX legislatura

#### Risultati elettorali
|                               | Fratelli d'Italia                                       | 425 125   | 24,47 | 2 | 719 419   | 41,41 | 5 |  |  |
|                               | Forza Italia                                            | 191 154   | 11,00 | 1 | 719 419   | 41,41 | 5 |  |  |
|                               | Lega per Salvini Premier                                | 92 028    | 5,30  | 1 | 719 419   | 41,41 | 5 |  |  |
|                               | Noi Moderati                                            | 11 112    | 0,64  | – | 719 419   | 41,41 | 5 |  |  |
|                               | Movimento 5 Stelle                                      | 491 358   | 28,28 | 2 | 491 358   | 28,28 | – |  |  |
|                               | Partito Democratico - Italia Democratica e Progressista | 279 274   | 16,07 | 2 | 369 240   | 21,25 | – |  |  |
|                               | Alleanza Verdi e Sinistra                               | 48 243    | 2,78  | – | 369 240   | 21,25 | – |  |  |
|                               | +Europa                                                 | 30 182    | 1,74  | – | 369 240   | 21,25 | – |  |  |
|                               | Impegno Civico – Centro Democratico                     | 11 541    | 0,66  | – | 369 240   | 21,25 | – |  |  |
|                               | Azione - Italia Viva                                    | 84 018    | 4,84  | – | 84 018    | 4,84  | – |  |  |
|                               | Italexit                                                | 22 352    | 1,29  | – | 22 352    | 1,29  | – |  |  |
|                               | Unione Popolare                                         | 17 258    | 0,99  | – | 17 258    | 0,99  | – |  |  |
|                               | Italia Sovrana e Popolare                               | 15 206    | 0,88  | – | 15 206    | 0,88  | – |  |  |
|                               | Partito Comunista Italiano                              | 7 574     | 0,44  | – | 7 574     | 0,44  | – |  |  |
|                               | Vita                                                    | 4 823     | 0,28  | – | 4 823     | 0,28  | – |  |  |
|                               | Alternativa per l'Italia (PdF - Exit)                   | 3,826     | 0,00  | – | 3,826     | 0,00  | – |  |  |
|                               | Sud chiama Nord                                         | 2 332     | 0,13  | – | 2 332     | 0,13  | – |  |  |
| Totale                        | Totale                                                  | 1 737 406 | 100   | 8 | 1 737 406 | 100   | 5 |  |  |
|                               |                                                         |           |       |   |           |       |   |  |  |
| Voti non validi               | Voti non validi                                         | 82 376    | 4,53  |   |           |       |   |  |  |
| Votanti                       | Votanti                                                 | 1 819 782 | 56,56 |   |           |       |   |  |  |
| Elettori                      | Elettori                                                | 3 217 704 |       |   |           |       |   |  |  |
|                               |                                                         |           |       |   |           |       |   |  |  |
| Data: 25 settembre 2022       |                                                         |           |       |   |           |       |   |  |  |
| Fonte: Ministero dell'interno |                                                         |           |       |   |           |       |   |  |  |

#### Eletti

##### Eletti maggioritario
Eletti nella coalizione di centro-destra (FdI - Lega - FI - NM)
| Collegio uninominale | Eletto | Eletto                | Partito           |
| -------------------- | ------ | --------------------- | ----------------- |
| 01 - Foggia          |        | Anna Maria Fallucchi  | Fratelli d'Italia |
| 02 - Andria          |        | Francesco Paolo Sisto | Forza Italia      |
| 03 - Bari            |        | Filippo Melchiorre    | Fratelli d'Italia |
| 04 - Taranto         |        | Vita Maria Nocco      | Fratelli d'Italia |
| 05 - Lecce           |        | Roberto Marti         | Lega              |

##### Eletti proporzionale
| Collegio plurinominale | Movimento 5 Stelle                             | Fratelli d'Italia                          | Partito Democratico-IDP              | Forza Italia    | Lega per Salvini Premier |
| ---------------------- | ---------------------------------------------- | ------------------------------------------ | ------------------------------------ | --------------- | ------------------------ |
| Collegio plurinominale |                                                |                                            |                                      |                 |                          |
| 1. Puglia - 01         | - Gisella Naturale - Antonio Salvatore Trevisi | - Giovanbattista Fazzolari - Ignazio Zullo | - Francesco Boccia - Valeria Valente | - Dario Damiani | - Matteo Salvini         |

1. ↑  In data 07.08.2024 aderisce al gruppo FI-BP-PPE.